# Бондарев, Михаил Васильевич
Михаил Васильевич Бондарев (род. 8 октября 1957, Пироговский) — российский футболист и мини-футбольный тренер. Мастер спорта (1977). Заслуженный тренер России.
Воспитанник московского «Спартака», выступал различный клубы большого футбола, но наиболее известной стала его карьера в мини-футболе.
В систему МФК «Дина» Михаил Бондарев пришел в 1992 году, он был играющим тренером второй команды «Дина-МАБ», выступавшую в Первой Лиге.
В сезоне 1993/94, получив повышение в классе, «Дина-МАБ» стала открытием чемпионата России, команда под руководством Бондарева выиграла серебряные медали главного турнира страны.
Следующий сезон начал уже в качестве тренера основной команды, а с сезона 1996/97 стал её главным тренером. При нём команда стала трёхкратным победителем Турнира европейских чемпионов по мини-футболу и обладателем Межконтинентального Кубка по мини-футболу, шесть раз выигрывала чемпионат России и пять раз — Кубок России.
В 1999 году Бондарев был назначен старшим тренером сборной России по мини-футболу, и именно он привёл российскую сборную к главному успеху в своей истории — победе на чемпионате Европы по мини-футболу 1999 года. На чемпионате мира 2000 года россияне стали четвёртыми, а на чемпионате Европы 2001 года — третьими. Эти результаты Бондарев расценил как неудачу и принял решение покинуть сборную.
В 2001 году Бондарев покинул и «Дину». В 2002 году он принимал участие в создании мини-футбольного клуба «Мытищи» и в течение восьми лет являлся его главным тренером. Под его руководством команда выполнила задачу выхода в Суперлигу.

## Достижения
- Чемпион Европы среди юношей до 18 лет (1976)

В качестве тренера московской «Дины»
- Чемпион России по мини-футболу (7): 1993-94, 1994-95, 1995-96, 1996-97, 1997-98, 1998-99, 1999—2000
- Обладатель кубка России по мини-футболу (5): 1995, 1996, 1997, 1998, 1999
- Турнир Европейских Чемпионов по мини-футболу (3): 1995, 1997, 1999
- Межконтинентальный Кубок по мини-футболу 1997
- Обладатель Кубка Высшей Лиги: 1995

В качестве тренера сборной России по мини-футболу
- Чемпион Европы по мини-футболу 1999
- Бронзовый призёр чемпионата Европы по мини-футболу 2001